# Reprezentacja Makau w piłce nożnej mężczyzn
Reprezentacja Makau w piłce nożnej to piłkarska drużyna Makau-Specjalnego Regionu Administracyjnego Chin, do 1999 kolonii Portugalii. Reprezentacja nigdy nie grała w finałach Mistrzostw Świata ani Pucharze Azji. Federacja Piłkarska Makau (port. Associação de Futebol de Macau została założona w 1939, od 1976 jest członkiem AFC, od 1978 FIFA). Obecnie w rankingu FIFA drużyna Makau zajmuje 196. miejsce.
Obecnie trenerem kadry Makau jest Chan Hiu Ming.

## Udział wMistrzostwach Świata
- 1930 – 1938 – Nie brało udziału (było kolonią portugalską)
- 1938 – 1978 – Nie brało udziału (było kolonią portugalską, nie było członkiem FIFA)
- 1982 – 1986 – Nie zakwalifikowało się
- 1990 – Nie brało udziału
- 1994 – 2022 – Nie zakwalifikowało się

## Udział wPucharze Azji
- 1956 – 1976 – Nie brało udziału (było kolonią portugalską, nie było członkiem AFC)
- 1980 – Nie zakwalifikowało się
- 1984 – 1988 – Nie brało udziału
- 1992 – 2023 – Nie zakwalifikowało się